# Premiership Rugby (2015/2016)
English Premiership 2015/2016 – dwudziesta dziewiąta edycja Premiership, najwyższego poziomu rozgrywek w rugby union w Anglii. Organizowane przez Rugby Football Union zawody odbyły się w dniach 16 października 2015 – 28 maja 2016 roku, a tytułu bronił zespół Saracens.
Rozgrywki toczyły się w pierwszej fazie systemem ligowym w okresie jesień-wiosna, a czołowa czwórka awansowała do półfinałów. Tytuł mistrzowski obronił zespół Saracens.

## Faza grupowa
| 16 października 201519:45 | Harlequins                                 | 26:21(13:11) | London Wasps                                                                             | Twickenham Stoop, Londyn Widzów: 13479 Sędzia: Luke Pearce |
| 16 października 201519:45 | George Lowe 5 (P) Nick Evans 21 (P 2pd 4K) | 26:21(13:11) | Elliot Daly 5 (P) Jake Cooper-Woolley 5 (P) Jimmy Gopperth 9 (3K) Ruaridh Jackson 2 (pd) | Twickenham Stoop, Londyn Widzów: 13479 Sędzia: Luke Pearce |

| 16 października 201519:45 | Worcester Warriors                                   | 13:12(10:6) | Northampton Saints    | Sixways Stadium, Worcester Widzów: 8483 Sędzia: Greg Garner |
| 16 października 201519:45 | Gerrit-Jan van Velze 5 (P) Tom Heathcote 8 (pd dg K) | 13:12(10:6) | Stephen Myler 12 (4K) | Sixways Stadium, Worcester Widzów: 8483 Sędzia: Greg Garner |

| 16 października 201520:00 | Newcastle Falcons                                                                       | 27:39(3:27) | Gloucester                                                            | Kingston Park, Newcastle upon Tyne Widzów: 5049 Sędzia: Tom Foley |
| 16 października 201520:00 | Chris Harris 5 (P) George McGuigan 5 (P) Mike Delany 12 (3pd 2K) Simon Hammersley 5 (P) | 27:39(3:27) | Billy Twelvetrees 29 (pd 9K) Charlie Sharples 5 (P) Matt Kvesic 5 (P) | Kingston Park, Newcastle upon Tyne Widzów: 5049 Sędzia: Tom Foley |

| 17 października 201514:00 | Bath                                       | 19:17(10:11) | Exeter                                    | The Recreation Ground, Bath Widzów: 12957 Sędzia: Tim Wigglesworth |
| 17 października 201514:00 | George Ford 14 (pd 4K) Stuart Hooper 5 (P) | 19:17(10:11) | Gareth Steenson 12 (4K) James Short 5 (P) | The Recreation Ground, Bath Widzów: 12957 Sędzia: Tim Wigglesworth |
| 17 października 201514:00 | Matt Banahan · Sam Burgess                 | 19:17(10:11) |                                           | The Recreation Ground, Bath Widzów: 12957 Sędzia: Tim Wigglesworth |

| 17 października 201514:00 | Saracens | 41:3(27:3) | Sale Sharks          | Allianz Park, Londyn Widzów: 7231 Sędzia: Dean Richards |
| 17 października 201514:00 | Alex Goode 2 (pd) Charlie Hodgson 14 (4pd 2K) Michael Rhodes 5 (P) Mike Ellery 10 (2P) Tim Streather 5 (P) Will Fraser 5 (P) | 41:3(27:3) | Danny Cipriani 3 (K) | Allianz Park, Londyn Widzów: 7231 Sędzia: Dean Richards |

| 18 października 201515:15 | London Irish                                | 16:28(13:19) | Leicester Tigers                         | Madejski Stadium, Reading Widzów: 6597 Sędzia: Matt Carley |
| 18 października 201515:15 | Chris Noakes 11 (pd 3K) Jebb Sinclair 5 (P) | 16:28(13:19) | Peter Betham 5 (P) Tommy Bell 23 (pd 7K) | Madejski Stadium, Reading Widzów: 6597 Sędzia: Matt Carley |
| 18 października 201515:15 | Topsy Ojo                                   | 16:28(13:19) |                                          | Madejski Stadium, Reading Widzów: 6597 Sędzia: Matt Carley |

| 23 października 201519:45 | Gloucester                | 15:17(6:11) | Saracens                                                    | Kingsholm Stadium, Gloucester Widzów: 12749 Sędzia: Matt Carley |
| 23 października 201519:45 | Billy Twelvetrees 15 (5K) | 15:17(6:11) | Charlie Hodgson 3 (K) Mike Ellery 5 (P) Owen Farrell 9 (3K) | Kingsholm Stadium, Gloucester Widzów: 12749 Sędzia: Matt Carley |

| 23 października 201520:00 | Sale Sharks                                                                            | 27:13(13:6) | Worcester Warriors                                 | AJ Bell Stadium, Manchester Widzów: 4356 Sędzia: Luke Pearce |
| 23 października 201520:00 | Danny Cipriani 12 (P 2pd K) David Seymour 5 (P) Johnny Leota 5 (P) Josh Beaumont 5 (P) | 27:13(13:6) | Jonny Arr 5 (P) Ryan Lamb 2 (pd) Ryan Mills 6 (2K) | AJ Bell Stadium, Manchester Widzów: 4356 Sędzia: Luke Pearce |

| 24 października 201513:45 | Northampton Saints                                                                     | 42:16(16:9) | Newcastle Falcons                                       | stadium:mk, Milton Keynes Widzów: 20034 Sędzia: Dean Richards |
| 24 października 201513:45 | Ben Foden 10 (2P) Christian Day 10 (2P) Luther Burrell 5 (P) Stephen Myler 17 (4pd 3K) | 42:16(16:9) | Mike Delany 9 (3K) Tom Catterick 2 (pd) Tom Penny 5 (P) | stadium:mk, Milton Keynes Widzów: 20034 Sędzia: Dean Richards |
| 24 października 201513:45 | Todd Clever                                                                            | 42:16(16:9) |                                                         | stadium:mk, Milton Keynes Widzów: 20034 Sędzia: Dean Richards |

| 24 października 201514:00 | London Wasps              | 16:9(6:3) | Bath               | Ricoh Arena, Coventry Widzów: 10093 Sędzia: Craig Maxwell-Keys |
| 24 października 201514:00 | Jimmy Gopperth 11 (pd 3K) | 16:9(6:3) | George Ford 9 (3K) | Ricoh Arena, Coventry Widzów: 10093 Sędzia: Craig Maxwell-Keys |
| 24 października 201514:00 | Nikola Matawalu           | 16:9(6:3) |                    | Ricoh Arena, Coventry Widzów: 10093 Sędzia: Craig Maxwell-Keys |

| 24 października 201518:00 | Exeter | 38:11(19:6) | London Irish                          | Sandy Park, Exeter Widzów: 7130 Sędzia: Andrew Small |
| 24 października 201518:00 | Don Armand 5 (P) Gareth Steenson 13 (P 4pd) Jack Nowell 10 (2P) James Short 5 (P) Luke Cowan-Dickie 5 (P) | 38:11(19:6) | Blair Cowan 5 (P) Chris Noakes 6 (2K) | Sandy Park, Exeter Widzów: 7130 Sędzia: Andrew Small |

| 25 października 201514:00 | Leicester Tigers                                              | 22:19(12:13) | Harlequins                                | Welford Road, Leicester Widzów: 17510 Sędzia: Tom Foley |
| 25 października 201514:00 | Laurence Pearce 5 (P) Owen Williams 2 (pd) Tommy Bell 15 (5K) | 22:19(12:13) | Jack Clifford 5 (P) Nick Evans 14 (pd 4K) | Welford Road, Leicester Widzów: 17510 Sędzia: Tom Foley |
| 25 października 201514:00 | Sam Harrison                                                  | 22:19(12:13) |                                           | Welford Road, Leicester Widzów: 17510 Sędzia: Tom Foley |

| 31 października 201513:00 | Saracens                                                    | 24:14(3:7) | London Irish                                                                           | Allianz Park, Londyn Widzów: 7932 Sędzia: Greg Garner |
| 31 października 201513:00 | Alex Goode 5 (P) Jackson Wray 5 (P) Owen Farrell 14 (pd 4K) | 24:14(3:7) | Asaeli Tikoirotuma 5 (P) Chris Noakes 2 (pd) Leo Halavatau 5 (P) Shane Geraghty 2 (pd) | Allianz Park, Londyn Widzów: 7932 Sędzia: Greg Garner |
| 31 października 201513:00 | Asaeli Tikoirotuma                                          | 24:14(3:7) |                                                                                        | Allianz Park, Londyn Widzów: 7932 Sędzia: Greg Garner |

| 31 października 201513:30 | Bath                                                                                   | 28:38(13:12) | Harlequins                                              | The Recreation Ground, Bath Widzów: 13065 Sędzia: Matt Carley |
| 31 października 201513:30 | George Ford 13 (2pd 3K) Kyle Eastmond 5 (P) Nick Auterac 5 (P) Semesa Rokoduguni 5 (P) | 28:38(13:12) | Danny Care 5 (P) Dave Ward 5 (P) Nick Evans 28 (2pd 8K) | The Recreation Ground, Bath Widzów: 13065 Sędzia: Matt Carley |
| 31 października 201513:30 | Kyle Eastmond                                                                          | 28:38(13:12) |                                                         | The Recreation Ground, Bath Widzów: 13065 Sędzia: Matt Carley |

| 31 października 201514:00 | Gloucester                                                                                   | 24:22(19:17) | Worcester Warriors                                                            | Kingsholm Stadium, Gloucester Widzów: 12913 Sędzia: Craig Maxwell-Keys |
| 31 października 201514:00 | Billy Twelvetrees 9 (3K) David Halaifonua 5 (P) Richard Hibbard 5 (P) Sione Kalamafoni 5 (P) | 24:22(19:17) | Cooper Vuna 10 (2P) Niall Annett 5 (P) Ryan Mills 3 (K) Tom Heathcote 4 (2pd) | Kingsholm Stadium, Gloucester Widzów: 12913 Sędzia: Craig Maxwell-Keys |
| 31 października 201514:00 | Nic Schonert                                                                                 | 24:22(19:17) |                                                                               | Kingsholm Stadium, Gloucester Widzów: 12913 Sędzia: Craig Maxwell-Keys |

| 1 listopada 201513:00 | Newcastle Falcons | 3:41(3:31) | Exeter | Kingston Park, Newcastle upon Tyne Widzów: 5160 Sędzia: Ian Tempest |
| 1 listopada 201513:00 | Mike Delany 3 (K) | 3:41(3:31) | Don Armand 10 (2P) Gareth Steenson 11 (4pd K) Julian Salvi 5 (P) Matt Jess 5 (P) Moray Low 5 (P) Will Chudley 5 (P) | Kingston Park, Newcastle upon Tyne Widzów: 5160 Sędzia: Ian Tempest |

| 1 listopada 201514:30 | Sale Sharks                                                   | 20:13(13:6) | Northampton Saints         | AJ Bell Stadium, Manchester Widzów: 5072 Sędzia: Andrew Small |
| 1 listopada 201514:30 | Danny Cipriani 10 (2pd 2K) Sam James 5 (P) Will Addison 5 (P) | 20:13(13:6) | Stephen Myler 13 (P pd 2K) | AJ Bell Stadium, Manchester Widzów: 5072 Sędzia: Andrew Small |

| 1 listopada 201515:15 | Leicester Tigers                                                   | 24:16(13:9) | London Wasps                                                                           | Welford Road, Leicester Widzów: 19746 Sędzia: Tim Wigglesworth |
| 1 listopada 201515:15 | Owen Williams 14 (pd 4K) Telusa Veainu 5 (P) Vereniki Goneva 5 (P) | 24:16(13:9) | Elliot Daly 3 (K) Jimmy Gopperth 6 (2K) Lorenzo Cittadini 5 (P) Ruaridh Jackson 2 (pd) | Welford Road, Leicester Widzów: 19746 Sędzia: Tim Wigglesworth |
| 1 listopada 201515:15 | Jimmy Gopperth                                                     | 24:16(13:9) |                                                                                        | Welford Road, Leicester Widzów: 19746 Sędzia: Tim Wigglesworth |

| 6 listopada 201519:45 | Harlequins                             | 16:14(3:7) | Sale Sharks                                            | Twickenham Stoop, Londyn Widzów: 12157 Sędzia: Tim Wigglesworth |
| 6 listopada 201519:45 | Nick Evans 11 (pd 3K) Tim Visser 5 (P) | 16:14(3:7) | Dan Braid 5 (P) Danny Cipriani 4 (2pd) Sam James 5 (P) | Twickenham Stoop, Londyn Widzów: 12157 Sędzia: Tim Wigglesworth |

| 7 listopada 201515:00 | London Irish                                                  | 14:45(7:17) | Bath | Madejski Stadium, Reading Widzów: 6641 Sędzia: Tom Foley |
| 7 listopada 201515:00 | Leo Halavatau 5 (P) Scott Steele 5 (P) Shane Geraghty 4 (2pd) | 14:45(7:17) | Alafoti Faosiliva 5 (P) George Ford 4 (2pd) Kyle Eastmond 5 (P) Leroy Houston 5 (P) Nikola Matawalu 5 (P) Ollie Devoto 5 (P) Rhys Priestland 12 (P 2pd K) Tom Homer 4 (2pd) | Madejski Stadium, Reading Widzów: 6641 Sędzia: Tom Foley |
| 7 listopada 201515:00 | Brendan McKibbin                                              | 14:45(7:17) | Alafoti Faosiliva · Ollie Devoto | Madejski Stadium, Reading Widzów: 6641 Sędzia: Tom Foley |

| 7 listopada 201515:00 | Worcester Warriors                                                            | 28:20(28:17) | Newcastle Falcons                                             | Sixways Stadium, Worcester Widzów: 7987 Sędzia: JP Doyle |
| 7 listopada 201515:00 | Alex Grove 10 (2P) Bryce Heem 5 (P) Chris Pennell 5 (P) Tom Heathcote 8 (4pd) | 28:20(28:17) | Micky Young 5 (P) Mike Delany 7 (2pd K) Tom Catterick 8 (P K) | Sixways Stadium, Worcester Widzów: 7987 Sędzia: JP Doyle |

| 7 listopada 201515:15 | Northampton Saints                    | 6:12(3:6) | Saracens             | Franklin’s Gardens, Northampton Widzów: 15169 Sędzia: Luke Pearce |
| 7 listopada 201515:15 | JJ Hanrahan 3 (K) Stephen Myler 3 (K) | 6:12(3:6) | Owen Farrell 12 (4K) | Franklin’s Gardens, Northampton Widzów: 15169 Sędzia: Luke Pearce |

| 7 listopada 201517:30 | Exeter                       | 19:6(13:3) | Leicester Tigers     | Sandy Park, Exeter Widzów: 10102 Sędzia: Greg Garner |
| 7 listopada 201517:30 | Gareth Steenson 19 (P pd 4K) | 19:6(13:3) | Owen Williams 6 (2K) | Sandy Park, Exeter Widzów: 10102 Sędzia: Greg Garner |
| 7 listopada 201517:30 | Riccardo Brugnara            | 19:6(13:3) |                      | Sandy Park, Exeter Widzów: 10102 Sędzia: Greg Garner |

| 8 listopada 201515:00 | London Wasps                                                    | 23:3(16:0) | Gloucester          | Ricoh Arena, Coventry Widzów: 11649 Sędzia: Ian Tempest |
| 8 listopada 201515:00 | Christian Wade 5 (P) Elliot Daly 9 (3K) Ruaridh Jackson 4 (2pd) | 23:3(16:0) | Greig Laidlaw 3 (K) | Ricoh Arena, Coventry Widzów: 11649 Sędzia: Ian Tempest |
| 8 listopada 201515:00 | Lorenzo Cittadini                                               | 23:3(16:0) | David Halaifonua    | Ricoh Arena, Coventry Widzów: 11649 Sędzia: Ian Tempest |

| 27 listopada 201519:45 | Northampton Saints    | 15:3(9:3) | Gloucester              | Franklin’s Gardens, Northampton Widzów: 14893 Sędzia: Greg Garner |
| 27 listopada 201519:45 | Stephen Myler 15 (5K) | 15:3(9:3) | Billy Twelvetrees 3 (K) | Franklin’s Gardens, Northampton Widzów: 14893 Sędzia: Greg Garner |
| 27 listopada 201519:45 | Tom Wood              | 15:3(9:3) | Yann Thomas             | Franklin’s Gardens, Northampton Widzów: 14893 Sędzia: Greg Garner |

| 28 listopada 201514:30 | Sale Sharks            | 15:15(12:8) | Newcastle Falcons                                                        | AJ Bell Stadium, Manchester Widzów: 5220 Sędzia: Craig Maxwell-Keys |
| 28 listopada 201514:30 | Danny Cipriani 15 (5K) | 15:15(12:8) | Jon Welsh 5 (P) Mike Delany 3 (K) Rob Vickers 5 (P) Tom Catterick 2 (pd) | AJ Bell Stadium, Manchester Widzów: 5220 Sędzia: Craig Maxwell-Keys |

| 28 listopada 201515:00 | Exeter                                          | 26:25(19:17) | Harlequins                                                   | Sandy Park, Exeter Widzów: 11471 Sędzia: Matt Carley |
| 28 listopada 201515:00 | Gareth Steenson 21 (P 2pd 4K) James Short 5 (P) | 26:25(19:17) | Charlie Walker 5 (P) Nick Evans 10 (P pd K) Tim Visser 5 (P) | Sandy Park, Exeter Widzów: 11471 Sędzia: Matt Carley |
| 28 listopada 201515:00 | Elvis Taione · Tom Johnson                      | 26:25(19:17) |                                                              | Sandy Park, Exeter Widzów: 11471 Sędzia: Matt Carley |

| 28 listopada 201515:15 | Saracens | 48:18(20:6) | Worcester Warriors                                                | Twickenham Stadium Londyn Widzów: 42680 Sędzia: Ian Tempest |
| 28 listopada 201515:15 | Ben Ransom 5 (P) Ben Spencer 5 (P) Charlie Hodgson 18 (6pd 2K) Chris Ashton 10 (2P) Jackson Wray 5 (P) Schalk Brits 5 (P) | 48:18(20:6) | Gerrit-Jan van Velze 5 (P) Joe Rees 5 (P) Tom Heathcote 8 (pd 2K) | Twickenham Stadium Londyn Widzów: 42680 Sędzia: Ian Tempest |
| 28 listopada 201515:15 | Phil Dowson | 48:18(20:6) |                                                                   | Twickenham Stadium Londyn Widzów: 42680 Sędzia: Ian Tempest |

| 28 listopada 201517:30 | London Irish                                  | 15:33(8:11) | London Wasps                                                                                               | Twickenham Stadium Londyn Widzów: 42680 Sędzia: Wayne Barnes |
| 28 listopada 201517:30 | Chris Noakes 5 (pd K) Johnny Williams 10 (2P) | 15:33(8:11) | Elliot Daly 5 (P) Frank Halai 10 (2P) Jimmy Gopperth 5 (pd K) Ruaridh Jackson 8 (pd 2K) Thomas Young 5 (P) | Twickenham Stadium Londyn Widzów: 42680 Sędzia: Wayne Barnes |

| 29 listopada 201515:00 | Leicester Tigers                                         | 21:11(11:5) | Bath                                    | Welford Road, Leicester Widzów: 22530 Sędzia: JP Doyle |
| 29 listopada 201515:00 | Dan Cole 5 (P) Telusa Veainu 5 (P) Tommy Bell 11 (pd 3K) | 21:11(11:5) | Anthony Watson 5 (P) George Ford 6 (2K) | Welford Road, Leicester Widzów: 22530 Sędzia: JP Doyle |
| 29 listopada 201515:00 | Ed Slater                                                | 21:11(11:5) | David Denton                            | Welford Road, Leicester Widzów: 22530 Sędzia: JP Doyle |

| 4 grudnia 201519:45 | Gloucester                                                                            | 23:19(11:8) | Sale Sharks                                   | Kingsholm Stadium, Gloucester Widzów: 11583 Sędzia: JP Doyle |
| 4 grudnia 201519:45 | Billy Twelvetrees 6 (2K) Greig Laidlaw 2 (pd) Rob Cook 5 (P) Sione Kalamafoni 10 (2P) | 23:19(11:8) | Danny Cipriani 9 (3K) Neville Edwards 10 (2P) | Kingsholm Stadium, Gloucester Widzów: 11583 Sędzia: JP Doyle |
| 4 grudnia 201519:45 | Richard Hibbard                                                                       | 23:19(11:8) |                                               | Kingsholm Stadium, Gloucester Widzów: 11583 Sędzia: JP Doyle |

| 5 grudnia 201515:00 | Harlequins                                                                                      | 38:7(10:0) | London Irish                                  | Twickenham Stoop, Londyn Widzów: 14800 Sędzia: Luke Pearce |
| 5 grudnia 201515:00 | Ben Botica 2 (pd) Danny Care 5 (P) Jack Clifford 5 (P) Nick Evans 11 (4pd K) Tim Visser 15 (3P) | 38:7(10:0) | Halani ʻAulika 5 (P) Theo Brophy Clews 2 (pd) | Twickenham Stoop, Londyn Widzów: 14800 Sędzia: Luke Pearce |
| 5 grudnia 201515:00 | Tom Cruse                                                                                       | 38:7(10:0) |                                               | Twickenham Stoop, Londyn Widzów: 14800 Sędzia: Luke Pearce |

| 5 grudnia 201515:00 | Worcester Warriors                                                         | 20:29(17:7) | Leicester Tigers                                                                           | Sixways Stadium, Worcester Widzów: 10157 Sędzia: Wayne Barnes |
| 5 grudnia 201515:00 | Matt Cox 5 (P) Tom Heathcote 10 (2pd 2K) Wynand Olivier 5 (P)              | 20:29(17:7) | Graham Kitchener 5 (P) Lachlan McCaffrey 5 (P) Owen Williams 9 (3pd K) Telusa Veainu 5 (P) | Sixways Stadium, Worcester Widzów: 10157 Sędzia: Wayne Barnes |
| 5 grudnia 201515:00 | Donncha O’Callaghan · Gareth Milasinovich · Matt Cox · Donncha O’Callaghan | 20:29(17:7) |                                                                                            | Sixways Stadium, Worcester Widzów: 10157 Sędzia: Wayne Barnes |

| 5 grudnia 201515:15 | Bath                                       | 11:13(0:3) | Northampton Saints                         | The Recreation Ground, Bath Widzów: 13506 Sędzia: Craig Maxwell-Keys |
| 5 grudnia 201515:15 | George Ford 6 (2K) Semesa Rokoduguni 5 (P) | 11:13(0:3) | JJ Hanrahan 8 (pd 2K) Luther Burrell 5 (P) | The Recreation Ground, Bath Widzów: 13506 Sędzia: Craig Maxwell-Keys |
| 5 grudnia 201515:15 | Henry Thomas                               | 11:13(0:3) |                                            | The Recreation Ground, Bath Widzów: 13506 Sędzia: Craig Maxwell-Keys |

| 5 grudnia 201517:30 | London Wasps                                                                              | 27:41(13:27) | Exeter                                                                                               | Ricoh Arena, Coventry Widzów: 10304 Sędzia: Greg Garner |
| 5 grudnia 201517:30 | Ashley Johnson 5 (P) Frank Halai 5 (P) Jimmy Gopperth 12 (3pd 2K) Lorenzo Cittadini 5 (P) | 27:41(13:27) | Gareth Steenson 11 (4pd K) Jack Nowell 5 (P) Mitch Lees 5 (P) Moray Low 5 (P) Thomas Waldrom 15 (3P) | Ricoh Arena, Coventry Widzów: 10304 Sędzia: Greg Garner |

| 6 grudnia 201515:00 | Newcastle Falcons   | 3:38(3:13) | Saracens | Kingston Park, Newcastle upon Tyne Widzów: 6020 Sędzia: Andrew Small |
| 6 grudnia 201515:00 | Tom Catterick 3 (K) | 3:38(3:13) | Alex Goode 2 (pd) Billy Vunipola 5 (P) Charlie Hodgson 21 (P 2pd 4K) Nick Tompkins 5 (P) Samuela Vunisa 5 (P) | Kingston Park, Newcastle upon Tyne Widzów: 6020 Sędzia: Andrew Small |

| 26 grudnia 201514:30 | London Irish                                                                         | 25:23(15:8) | Northampton Saints                                                             | Madejski Stadium, Reading Widzów: 9842 Sędzia: Ian Tempest |
| 26 grudnia 201514:30 | Chris Noakes 8 (pd 2K) Luke Narraway 5 (P) Sean Maitland 5 (P) Shane Geraghty 2 (pd) | 25:23(15:8) | George North 5 (P) Kahn Fotualiʻi 5 (P) Ken Pisi 5 (P) Stephen Myler 8 (pd 2K) | Madejski Stadium, Reading Widzów: 9842 Sędzia: Ian Tempest |
| 26 grudnia 201514:30 | Asaeli Tikoirotuma                                                                   | 25:23(15:8) | Jamie Gibson                                                                   | Madejski Stadium, Reading Widzów: 9842 Sędzia: Ian Tempest |

| 26 grudnia 201515:00 | Exeter | 33:17(10:10) | Sale Sharks                                                     | Sandy Park, Exeter Widzów: 12425 Sędzia: Dean Richards |
| 26 grudnia 201515:00 | Gareth Steenson 5 (pd K) James Short 5 (P) Thomas Waldrom 5 (P) Tom Johnson 5 (P) Will Chudley 10 (2P) Will Hooley 3 (K) | 33:17(10:10) | Danny Cipriani 7 (2pd K) Josh Beaumont 5 (P) Will Addison 5 (P) | Sandy Park, Exeter Widzów: 12425 Sędzia: Dean Richards |
| 26 grudnia 201515:00 | Mike Haley | 33:17(10:10) |                                                                 | Sandy Park, Exeter Widzów: 12425 Sędzia: Dean Richards |

| 26 grudnia 201515:00 | Leicester Tigers                                                                     | 22:10(10:10) | Newcastle Falcons                     | Welford Road, Leicester Widzów: 21564 Sędzia: Tim Wigglesworth |
| 26 grudnia 201515:00 | Freddie Burns 7 (2pd K) Laurence Pearce 5 (P) Peter Betham 5 (P) Telusa Veainu 5 (P) | 22:10(10:10) | Craig Willis 5 (pd K) Nili Latu 5 (P) | Welford Road, Leicester Widzów: 21564 Sędzia: Tim Wigglesworth |
| 26 grudnia 201515:00 | Fraser Balmain                                                                       | 22:10(10:10) | Belisario Agulla · Mark Wilson        | Welford Road, Leicester Widzów: 21564 Sędzia: Tim Wigglesworth |

| 27 grudnia 201514:00 | London Wasps                                                 | 16:26(3:6) | Saracens                                       | Ricoh Arena, Coventry Widzów: 24053 Sędzia: JP Doyle |
| 27 grudnia 201514:00 | Elliot Daly 3 (K) Frank Halai 5 (P) Jimmy Gopperth 8 (pd 2K) | 16:26(3:6) | Duncan Taylor 5 (P) Owen Farrell 21 (P 2pd 4K) | Ricoh Arena, Coventry Widzów: 24053 Sędzia: JP Doyle |

| 27 grudnia 201514:30 | Bath                                                               | 21:14(15:11) | Worcester Warriors                                      | The Recreation Ground, Bath Widzów: 13499 Sędzia: Tom Foley |
| 27 grudnia 201514:30 | Horacio Agulla 5 (P) Ollie Devoto 5 (P) Rhys Priestland 11 (pd 3K) | 21:14(15:11) | Cooper Vuna 5 (P) Ryan Mills 3 (K) Tom Heathcote 6 (2K) | The Recreation Ground, Bath Widzów: 13499 Sędzia: Tom Foley |

| 27 grudnia 201516:30 | Harlequins                                                                                          | 39:39(15:17) | Gloucester                                                                                          | Twickenham Stadium Londyn Widzów: 70718 Sędzia: Wayne Barnes |
| 27 grudnia 201516:30 | Danny Care 5 (P) Marland Yarde 5 (P) Nick Easter 5 (P) Nick Evans 14 (4pd 2K) Ross Chisholm 10 (2P) | 39:39(15:17) | Greig Laidlaw 14 (4pd 2K) Henry Trinder 10 (2P) James Hook 5 (P) Jeremy Thrush 5 (P) Rob Cook 5 (P) | Twickenham Stadium Londyn Widzów: 70718 Sędzia: Wayne Barnes |
| 27 grudnia 201516:30 | Richard Hibbard                                                                                     | 39:39(15:17) | | Twickenham Stadium Londyn Widzów: 70718 Sędzia: Wayne Barnes |

| 1 stycznia 201615:00 | Northampton Saints                   | 8:3(8:0) | Exeter                | Franklin’s Gardens, Northampton Widzów: 15430 Sędzia: JP Doyle |
| 1 stycznia 201615:00 | JJ Hanrahan 3 (K) Mike Haywood 5 (P) | 8:3(8:0) | Gareth Steenson 3 (K) | Franklin’s Gardens, Northampton Widzów: 15430 Sędzia: JP Doyle |

| 2 stycznia 201615:00 | Gloucester                                                | 27:14(6:14) | London Irish                                                 | Kingsholm Stadium, Gloucester Widzów: 16115 Sędzia: Tom Foley |
| 2 stycznia 201615:00 | Billy Burns 5 (P) James Hook 17 (pd 5K) Matt Kvesic 5 (P) | 27:14(6:14) | Alex Lewington 5 (P) Chris Noakes 4 (2pd) Ciaran Hearn 5 (P) | Kingsholm Stadium, Gloucester Widzów: 16115 Sędzia: Tom Foley |
| 2 stycznia 201615:00 | Alex Lewington                                            | 27:14(6:14) |                                                              | Kingsholm Stadium, Gloucester Widzów: 16115 Sędzia: Tom Foley |

| 2 stycznia 201615:00 | Newcastle Falcons                         | 19:14(13:8) | Bath                                    | Kingston Park, Newcastle upon Tyne Widzów: 7075 Sędzia: Matt Carley |
| 2 stycznia 201615:00 | Craig Willis 14 (pd 4K) Rob Vickers 5 (P) | 19:14(13:8) | Guy Mercer 5 (P) Rhys Priestland 9 (3K) | Kingston Park, Newcastle upon Tyne Widzów: 7075 Sędzia: Matt Carley |
| 2 stycznia 201615:00 | Henry Thomas                              | 19:14(13:8) |                                         | Kingston Park, Newcastle upon Tyne Widzów: 7075 Sędzia: Matt Carley |

| 2 stycznia 201615:15 | Saracens                                                       | 26:6(7:6) | Leicester Tigers     | Allianz Park, Londyn Widzów: 10000 Sędzia: Greg Garner |
| 2 stycznia 201615:15 | Charlie Hodgson 4 (2pd) Jamie George 5 (P) Owen Farrell 2 (pd) | 26:6(7:6) | Freddie Burns 6 (2K) | Allianz Park, Londyn Widzów: 10000 Sędzia: Greg Garner |
| 2 stycznia 201615:15 | Dan Cole                                                       | 26:6(7:6) |                      | Allianz Park, Londyn Widzów: 10000 Sędzia: Greg Garner |

| 2 stycznia 201617:30 | Sale Sharks               | 15:9(3:6) | London Wasps                             | AJ Bell Stadium, Manchester Widzów: 7619 Sędzia: Luke Pearce |
| 2 stycznia 201617:30 | Danny Cipriani 15 (dg 4K) | 15:9(3:6) | Elliot Daly 3 (dg) Jimmy Gopperth 6 (2K) | AJ Bell Stadium, Manchester Widzów: 7619 Sędzia: Luke Pearce |

| 3 stycznia 201615:00 | Worcester Warriors                                                       | 20:24(3:17) | Harlequins                                                     | Sixways Stadium, Worcester Widzów: 9035 Sędzia: Wayne Barnes |
| 3 stycznia 201615:00 | Marco Mama 5 (P) Phil Dowson 5 (P) Ryan Mills 2 (pd) Tom Heathcote 3 (K) | 20:24(3:17) | Charlie Walker 10 (2P) Luke Wallace 5 (P) Nick Evans 9 (3pd K) | Sixways Stadium, Worcester Widzów: 9035 Sędzia: Wayne Barnes |
| 3 stycznia 201615:00 | George Lowe · Jamie Roberts                                              | 20:24(3:17) |                                                                | Sixways Stadium, Worcester Widzów: 9035 Sędzia: Wayne Barnes |

| 9 stycznia 201615:00 | Exeter                                                             | 19:10(19:0) | Gloucester                                                    | Sandy Park, Exeter Widzów: 12600 Sędzia: Ian Tempest |
| 9 stycznia 201615:00 | Gareth Steenson 4 (2pd) Olly Woodburn 5 (P) Thomas Waldrom 10 (2P) | 19:10(19:0) | Billy Burns 2 (pd) Charlie Sharples 5 (P) Greig Laidlaw 3 (K) | Sandy Park, Exeter Widzów: 12600 Sędzia: Ian Tempest |

| 9 stycznia 201615:00 | Harlequins                                                                                       | 29:23(15:14) | Saracens                                                         | Twickenham Stoop, Londyn Widzów: 14800 Sędzia: Craig Maxwell-Keys |
| 9 stycznia 201615:00 | Ben Botica 9 (3K) Jack Clifford 5 (P) James Horwill 5 (P) Nick Evans 5 (pd K) Rob Buchanan 5 (P) | 29:23(15:14) | Billy Vunipola 5 (P) Neil de Kock 5 (P) Owen Farrell 13 (2pd 3K) | Twickenham Stoop, Londyn Widzów: 14800 Sędzia: Craig Maxwell-Keys |
| 9 stycznia 201615:00 | James Horwill                                                                                    | 29:23(15:14) | Rhys Gill · Rhys Gill                                            | Twickenham Stoop, Londyn Widzów: 14800 Sędzia: Craig Maxwell-Keys |

| 9 stycznia 201615:15 | Leicester Tigers                                                                       | 30:27(21:10) | Northampton Saints                                                                                        | Welford Road, Leicester Widzów: 25849 Sędzia: Wayne Barnes |
| 9 stycznia 201615:15 | Freddie Burns 9 (3K) Lachlan McCaffrey 5 (P) Matt Smith 5 (P) Owen Williams 11 (P 3pd) | 30:27(21:10) | George North 5 (P) Jamie Gibson 5 (P) JJ Hanrahan 7 (2pd K) Stephen Myler 5 (pd K) Teimana Harrison 5 (P) | Welford Road, Leicester Widzów: 25849 Sędzia: Wayne Barnes |
| 9 stycznia 201615:15 | Dan Cole                                                                               | 30:27(21:10) | | Welford Road, Leicester Widzów: 25849 Sędzia: Wayne Barnes |

| 10 stycznia 201613:00 | London Irish                                                                    | 20:15(6:0) | Newcastle Falcons                                       | Madejski Stadium, Reading Widzów: 5558 Sędzia: JP Doyle |
| 10 stycznia 201613:00 | Alex Lewington 5 (P) Chris Noakes 6 (2K) Shane Geraghty 4 (2pd) Topsy Ojo 5 (P) | 20:15(6:0) | Andy Goode 5 (pd K) Marcus Watson 5 (P) Nili Latu 5 (P) | Madejski Stadium, Reading Widzów: 5558 Sędzia: JP Doyle |
| 10 stycznia 201613:00 | David Paice                                                                     | 20:15(6:0) |                                                         | Madejski Stadium, Reading Widzów: 5558 Sędzia: JP Doyle |

| 10 stycznia 201614:00 | London Wasps                                                                                                  | 32:22(3:13) | Worcester Warriors                       | Ricoh Arena, Coventry Widzów: 13040 Sędzia: Matt Carley |
| 10 stycznia 201614:00 | Frank Halai 5 (P) Guy Thompson 5 (P) Jimmy Gopperth 12 (3pd 2K) Kearnan Myall 5 (P) Sailosi Tagicakibau 5 (P) | 32:22(3:13) | Andy Symons 17 (pd 5K) Cooper Vuna 5 (P) | Ricoh Arena, Coventry Widzów: 13040 Sędzia: Matt Carley |
| 10 stycznia 201614:00 | Matt Cox | 32:22(3:13) |                                          | Ricoh Arena, Coventry Widzów: 13040 Sędzia: Matt Carley |

| 29 stycznia 201619:45 | Northampton Saints                       | 11:24(3:24) | London Wasps                                                                  | Franklin’s Gardens, Northampton Widzów: 14889 Sędzia: Tom Foley |
| 29 stycznia 201619:45 | Sam Dickinson 5 (P) Stephen Myler 6 (2K) | 11:24(3:24) | Dan Robson 5 (P) Jimmy Gopperth 9 (3pd K) Josh Bassett 5 (P) Rob Miller 5 (P) | Franklin’s Gardens, Northampton Widzów: 14889 Sędzia: Tom Foley |
| 29 stycznia 201619:45 | Nathan Hughes                            | 11:24(3:24) |                                                                               | Franklin’s Gardens, Northampton Widzów: 14889 Sędzia: Tom Foley |

| 30 stycznia 201614:30 | Sale Sharks | 38:10(12:10) | London Irish            | AJ Bell Stadium, Manchester Widzów: 6461 Sędzia: Greg Garner |
| 30 stycznia 201614:30 | Brian Mujati 5 (P) Danny Cipriani 6 (3pd) Joe Ford 2 (pd) Neville Edwards 10 (2P) Sam James 5 (P) Sam Tuitupou 5 (P) TJ Ioane 5 (P) | 38:10(12:10) | Shane Geraghty 5 (pd K) | AJ Bell Stadium, Manchester Widzów: 6461 Sędzia: Greg Garner |

| 30 stycznia 201615:00 | Gloucester                               | 18:19(15:7) | Leicester Tigers                                                                                       | Kingsholm Stadium, Gloucester Widzów: 16115 Sędzia: JP Doyle |
| 30 stycznia 201615:00 | Ben Morgan 5 (P) James Hook 13 (P pd 2K) | 18:19(15:7) | Freddie Burns 2 (pd) Logoviʻi Mulipola 5 (P) Marcos Ayerza 5 (P) Telusa Veainu 5 (P) Tommy Bell 2 (pd) | Kingsholm Stadium, Gloucester Widzów: 16115 Sędzia: JP Doyle |
| 30 stycznia 201615:00 | Ben Morgan                               | 18:19(15:7) | | Kingsholm Stadium, Gloucester Widzów: 16115 Sędzia: JP Doyle |

| 30 stycznia 201615:15 | Saracens                                      | 19:13(0:13) | Bath                                      | Allianz Park, Londyn Widzów: 10000 Sędzia: Dean Richards |
| 30 stycznia 201615:15 | Charlie Hodgson 14 (pd 4K) Schalk Brits 5 (P) | 19:13(0:13) | Rhys Priestland 8 (pd 2K) Tom Homer 5 (P) | Allianz Park, Londyn Widzów: 10000 Sędzia: Dean Richards |
| 30 stycznia 201615:15 | David Wilson                                  | 19:13(0:13) |                                           | Allianz Park, Londyn Widzów: 10000 Sędzia: Dean Richards |

| 31 stycznia 201615:00 | Newcastle Falcons                                                                | 26:19(10:7) | Harlequins                                                | Kingston Park, Newcastle upon Tyne Widzów: 6539 Sędzia: Luke Pearce |
| 31 stycznia 201615:00 | Andy Goode 11 (pd 3K) Craig Willis 5 (pd K) Rob Vickers 5 (P) Scott Lawson 5 (P) | 26:19(10:7) | Charlie Walker 10 (2P) Dave Ward 5 (P) Nick Evans 4 (2pd) | Kingston Park, Newcastle upon Tyne Widzów: 6539 Sędzia: Luke Pearce |

| 31 stycznia 201615:00 | Worcester Warriors    | 15:30(12:12) | Exeter                                                                                                | Sixways Stadium, Worcester Widzów: 8215 Sędzia: Craig Maxwell-Keys |
| 31 stycznia 201615:00 | Tom Heathcote 15 (5K) | 15:30(12:12) | Don Armand 5 (P) Gareth Steenson 10 (2pd 2K) Ian Whitten 5 (P) James Short 5 (P) Thomas Waldrom 5 (P) | Sixways Stadium, Worcester Widzów: 8215 Sędzia: Craig Maxwell-Keys |

| 5 lutego 201619:45 | Bath                               | 11:15(8:3) | Gloucester         | The Recreation Ground, Bath Widzów: 13104 Sędzia: Matt Carley |
| 5 lutego 201619:45 | Dominic Day 5 (P) Tom Homer 6 (2K) | 11:15(8:3) | James Hook 15 (5K) | The Recreation Ground, Bath Widzów: 13104 Sędzia: Matt Carley |
| 5 lutego 201619:45 | Tom Savage                         | 11:15(8:3) |                    | The Recreation Ground, Bath Widzów: 13104 Sędzia: Matt Carley |

| 6 lutego 201614:00 | Harlequins                                                                       | 23:27(14:17) | Northampton Saints                                                                                    | Twickenham Stoop, Londyn Widzów: 14800 Sędzia: Greg Garner |
| 6 lutego 201614:00 | Ben Botica 3 (K) George Merrick 5 (P) Nick Evans 10 (2pd 2K) Ross Chisholm 5 (P) | 23:27(14:17) | Ben Foden 5 (P) Christian Day 5 (P) JJ Hanrahan 5 (pd K) Luther Burrell 5 (P) Stephen Myler 7 (2pd K) | Twickenham Stoop, Londyn Widzów: 14800 Sędzia: Greg Garner |
| 6 lutego 201614:00 | Tito Tebaldi                                                                     | 23:27(14:17) | Tom Wood                                                                                              | Twickenham Stoop, Londyn Widzów: 14800 Sędzia: Greg Garner |

| 6 lutego 201614:00 | London Wasps            | 9:8(3:3) | Newcastle Falcons                | Ricoh Arena, Coventry Widzów: 12392 Sędzia: Craig Maxwell-Keys |
| 6 lutego 201614:00 | Jimmy Gopperth 9 (3K)   | 9:8(3:3) | Andy Goode 3 (K) Nili Latu 5 (P) | Ricoh Arena, Coventry Widzów: 12392 Sędzia: Craig Maxwell-Keys |
| 6 lutego 201614:00 | Giovanbattista Venditti | 9:8(3:3) |                                  | Ricoh Arena, Coventry Widzów: 12392 Sędzia: Craig Maxwell-Keys |

| 6 lutego 201615:00 | Leicester Tigers    | 3:10(3:3) | Sale Sharks                                 | Welford Road, Leicester Widzów: 22737 Sędzia: Tim Wigglesworth |
| 6 lutego 201615:00 | Freddie Burns 3 (K) | 3:10(3:3) | Danny Cipriani 5 (pd K) Josh Beaumont 5 (P) | Welford Road, Leicester Widzów: 22737 Sędzia: Tim Wigglesworth |

| 7 lutego 201613:00 | Exeter                                   | 11:14(11:5) | Saracens                                    | Sandy Park, Exeter Widzów: 12450 Sędzia: Tom Foley |
| 7 lutego 201613:00 | Gareth Steenson 6 (2K) James Short 5 (P) | 11:14(11:5) | Charlie Hodgson 9 (3K) Samuela Vunisa 5 (P) | Sandy Park, Exeter Widzów: 12450 Sędzia: Tom Foley |

| 7 lutego 201613:00 | London Irish                                                     | 20:13(10:3) | Worcester Warriors                                        | Madejski Stadium, Reading Widzów: 5837 Sędzia: Wayne Barnes |
| 7 lutego 201613:00 | Andrew Fenby 5 (P) Ciaran Hearn 5 (P) Shane Geraghty 10 (2pd 2K) | 20:13(10:3) | Bryce Heem 5 (P) Ryan Mills 3 (K) Val Rapava Ruskin 5 (P) | Madejski Stadium, Reading Widzów: 5837 Sędzia: Wayne Barnes |
| 7 lutego 201613:00 | David Paice                                                      | 20:13(10:3) | Bryce Heem · Donncha O’Callaghan                          | Madejski Stadium, Reading Widzów: 5837 Sędzia: Wayne Barnes |

| 12 lutego 201619:45 | Newcastle Falcons                                                                  | 26:14(20:9) | Leicester Tigers                           | Kingston Park, Newcastle upon Tyne Widzów: 6207 Sędzia: Greg Garner |
| 12 lutego 201619:45 | Adam Powell 5 (P) Andy Goode 13 (2pd 3K) Craig Willis 3 (K) Simon Hammersley 5 (P) | 26:14(20:9) | Freddie Burns 9 (3K) Laurence Pearce 5 (P) | Kingston Park, Newcastle upon Tyne Widzów: 6207 Sędzia: Greg Garner |

| 13 lutego 201614:30 | Sale Sharks                                                                        | 23:17(17:0) | Exeter                                                        | AJ Bell Stadium, Manchester Widzów: 4236 Sędzia: Andrew Small |
| 13 lutego 201614:30 | Danny Cipriani 8 (pd 2K) Johnny Leota 5 (P) Mike Haley 5 (P) Neville Edwards 5 (P) | 23:17(17:0) | Dave Lewis 5 (P) Gareth Steenson 7 (2pd K) Jack Yeandle 5 (P) | AJ Bell Stadium, Manchester Widzów: 4236 Sędzia: Andrew Small |
| 13 lutego 201614:30 | Ross Harrison                                                                      | 23:17(17:0) | James Short                                                   | AJ Bell Stadium, Manchester Widzów: 4236 Sędzia: Andrew Small |

| 13 lutego 201615:00 | Gloucester                                                   | 28:6(23:6) | Harlequins        | Kingsholm Stadium, Gloucester Widzów: 12782 Sędzia: Wayne Barnes |
| 13 lutego 201615:00 | Ben Morgan 5 (P) James Hook 18 (P 2pd 3K) Steve McColl 5 (P) | 28:6(23:6) | Nick Evans 6 (2K) | Kingsholm Stadium, Gloucester Widzów: 12782 Sędzia: Wayne Barnes |
| 13 lutego 201615:00 | Ross Chisholm                                                | 28:6(23:6) |                   | Kingsholm Stadium, Gloucester Widzów: 12782 Sędzia: Wayne Barnes |

| 13 lutego 201615:00 | Northampton Saints                                                                               | 35:7(21:0) | London Irish                            | Franklin’s Gardens, Northampton Widzów: 15227 Sędzia: Tim Wigglesworth |
| 13 lutego 201615:00 | Alex Waller 5 (P) James Craig 5 (P) Jamie Elliott 5 (P) Lee Dickson 5 (P) Stephen Myler 10 (5pd) | 35:7(21:0) | David Paice 5 (P) Shane Geraghty 2 (pd) | Franklin’s Gardens, Northampton Widzów: 15227 Sędzia: Tim Wigglesworth |
| 13 lutego 201615:00 | Jamie Gibson · JJ Hanrahan                                                                       | 35:7(21:0) | Halani ʻAulika                          | Franklin’s Gardens, Northampton Widzów: 15227 Sędzia: Tim Wigglesworth |

| 13 lutego 201615:00 | Worcester Warriors                                                | 14:16(14:6) | Bath                                      | Sixways Stadium, Worcester Widzów: 8618 Sędzia: JP Doyle |
| 13 lutego 201615:00 | Cooper Vuna 5 (P) Donncha O’Callaghan 5 (P) Tom Heathcote 4 (2pd) | 14:16(14:6) | Jonathan Evans 5 (P) Tom Homer 11 (pd 3K) | Sixways Stadium, Worcester Widzów: 8618 Sędzia: JP Doyle |
| 13 lutego 201615:00 | Max Clark                                                         | 14:16(14:6) |                                           | Sixways Stadium, Worcester Widzów: 8618 Sędzia: JP Doyle |

| 14 lutego 201616:00 | Saracens                                                            | 23:64(16:31) | London Wasps | Allianz Park, Londyn Widzów: 8742 Sędzia: Ian Tempest |
| 14 lutego 201616:00 | Charlie Hodgson 13 (2pd 3K) Jim Hamilton 5 (P) Samuela Vunisa 5 (P) | 23:64(16:31) | Alex Lozowski 3 (K) Charles Piutau 10 (2P) Dan Robson 10 (2P) Elliot Daly 3 (K) Jimmy Gopperth 23 (P 6pd 2K) Nathan Hughes 10 (2P) Thomas Young 5 (P) | Allianz Park, Londyn Widzów: 8742 Sędzia: Ian Tempest |
| 14 lutego 201616:00 | Alistair Hargreaves                                                 | 23:64(16:31) | | Allianz Park, Londyn Widzów: 8742 Sędzia: Ian Tempest |

| 19 lutego 201619:45 | Harlequins                                | 25:19(9:9) | Leicester Tigers                                                | Twickenham Stoop, Londyn Widzów: 14800 Sędzia: JP Doyle |
| 19 lutego 201619:45 | Ben Botica 20 (pd 6K) Marland Yarde 5 (P) | 25:19(9:9) | Freddie Burns 5 (pd K) Harry Thacker 5 (P) Oliver Bryant 9 (3K) | Twickenham Stoop, Londyn Widzów: 14800 Sędzia: JP Doyle |

| 20 lutego 201615:00 | Saracens                                    | 25:12(13:6) | Gloucester         | Allianz Park, Londyn Widzów: 8432 Sędzia: Craig Maxwell-Keys |
| 20 lutego 201615:00 | Ben Ransom 5 (P) Charlie Hodgson 20 (pd 6K) | 25:12(13:6) | James Hook 12 (4K) | Allianz Park, Londyn Widzów: 8432 Sędzia: Craig Maxwell-Keys |
| 20 lutego 201615:00 | Brad Barritt · Schalk Brits                 | 25:12(13:6) |                    | Allianz Park, Londyn Widzów: 8432 Sędzia: Craig Maxwell-Keys |

| 20 lutego 201615:00 | Worcester Warriors                                                                      | 31:23(21:8) | Sale Sharks                                                                    | Sixways Stadium, Worcester Widzów: 7156 Sędzia: Greg Garner |
| 20 lutego 201615:00 | Carl Kirwan 5 (P) Chris Pennell 5 (P) Francois Hougaard 5 (P) Tom Heathcote 16 (2pd 4K) | 31:23(21:8) | Danny Cipriani 3 (K) David Seymour 5 (P) Mike Haley 10 (2P) Tommy Taylor 5 (P) | Sixways Stadium, Worcester Widzów: 7156 Sędzia: Greg Garner |
| 20 lutego 201615:00 | Nic Schonert                                                                            | 31:23(21:8) | Mike Haley                                                                     | Sixways Stadium, Worcester Widzów: 7156 Sędzia: Greg Garner |

| 20 lutego 201615:15 | Bath                                                         | 18:24(6:8) | London Wasps                                                                                          | The Recreation Ground, Bath Widzów: 13322 Sędzia: Tom Foley |
| 20 lutego 201615:15 | Amanaki Mafi 5 (P) Rhys Priestland 6 (2K) Tom Homer 7 (P pd) | 18:24(6:8) | Elliot Daly 3 (K) Frank Halai 10 (2P) Jimmy Gopperth 3 (K) Ruaridh Jackson 3 (K) Simon McIntyre 5 (P) | The Recreation Ground, Bath Widzów: 13322 Sędzia: Tom Foley |
| 20 lutego 201615:15 | Thomas Young                                                 | 18:24(6:8) | | The Recreation Ground, Bath Widzów: 13322 Sędzia: Tom Foley |

| 21 lutego 201615:00 | London Irish                                                      | 15:22(7:6) | Exeter                                      | Madejski Stadium, Reading Widzów: 5892 Sędzia: Dean Richards |
| 21 lutego 201615:00 | Ofisa Treviranus 5 (P) Theo Brophy Clews 5 (pd K) Topsy Ojo 5 (P) | 15:22(7:6) | Dave Lewis 5 (P) Gareth Steenson 17 (pd 5K) | Madejski Stadium, Reading Widzów: 5892 Sędzia: Dean Richards |
| 21 lutego 201615:00 | David Paice · Ian Nagle                                           | 15:22(7:6) |                                             | Madejski Stadium, Reading Widzów: 5892 Sędzia: Dean Richards |

| 21 lutego 201615:00 | Newcastle Falcons                                         | 26:25(20:11) | Northampton Saints                                                              | Kingston Park, Newcastle upon Tyne Widzów: 7218 Sędzia: Wayne Barnes |
| 21 lutego 201615:00 | Alex Tait 5 (P) Andy Goode 16 (2pd 4K) Chris Harris 5 (P) | 26:25(20:11) | Jamie Gibson 5 (P) JJ Hanrahan 4 (2pd) Lee Dickson 10 (2P) Stephen Myler 6 (2K) | Kingston Park, Newcastle upon Tyne Widzów: 7218 Sędzia: Wayne Barnes |

| 27 lutego 201613:00 | Sale Sharks                                                                                     | 36:36(17:22) | Saracens | AJ Bell Stadium, Manchester Widzów: 5824 Sędzia: Tim Wigglesworth |
| 27 lutego 201613:00 | Danny Cipriani 11 (pd 3K) Johnny Leota 5 (P) Sam James 5 (P) TJ Ioane 5 (P) Tom Arscott 10 (2P) | 36:36(17:22) | Ben Spencer 6 (3pd) Charlie Hodgson 5 (pd K) Chris Wyles 10 (2P) Jim Hamilton 5 (P) Mike Ellery 5 (P) Nick Tompkins 5 (P) | AJ Bell Stadium, Manchester Widzów: 5824 Sędzia: Tim Wigglesworth |

| 27 lutego 201614:45 | Northampton Saints | 38:18(12:15) | Worcester Warriors                                                   | Franklin’s Gardens, Northampton Widzów: 14246 Sędzia: Matt Carley |
| 27 lutego 201614:45 | George Pisi 5 (P) Harry Mallinder 5 (P) JJ Hanrahan 2 (pd) Lee Dickson 5 (P) Stephen Myler 6 (3pd) Tom Collins 15 (3P) | 38:18(12:15) | Tom Heathcote 8 (pd 2K) Val Rapava Ruskin 5 (P) Wynand Olivier 5 (P) | Franklin’s Gardens, Northampton Widzów: 14246 Sędzia: Matt Carley |

| 27 lutego 201615:00 | Gloucester                                                                                               | 32:6(25:6) | Newcastle Falcons   | Kingsholm Stadium, Gloucester Widzów: 11095 Sędzia: Tom Foley |
| 27 lutego 201615:00 | Bill Meakes 5 (P) Billy Twelvetrees 2 (pd) James Hook 15 (P 2pd 2K) Ross Moriarty 5 (P) Tom Savage 5 (P) | 32:6(25:6) | Craig Willis 6 (2K) | Kingsholm Stadium, Gloucester Widzów: 11095 Sędzia: Tom Foley |

| 28 lutego 201613:00 | Exeter                                                            | 26:17(16:7) | Bath                                     | Sandy Park, Exeter Widzów: 12612 Sędzia: Greg Garner |
| 28 lutego 201613:00 | Gareth Steenson 16 (2pd 4K) Ian Whitten 5 (P) Kai Horstmann 5 (P) | 26:17(16:7) | Amanaki Mafi 10 (2P) Tom Homer 7 (2pd K) | Sandy Park, Exeter Widzów: 12612 Sędzia: Greg Garner |
| 28 lutego 201613:00 | Max Lahiff                                                        | 26:17(16:7) |                                          | Sandy Park, Exeter Widzów: 12612 Sędzia: Greg Garner |

| 28 lutego 201615:00 | Leicester Tigers | 47:20(26:3) | London Irish                                                                                          | Welford Road, Leicester Widzów: 23173 Sędzia: Ian Tempest |
| 28 lutego 201615:00 | Adam Thompstone 10 (2P) Freddie Burns 10 (5pd) Harry Thacker 5 (P) Jean de Villiers 5 (P) Jono Kitto 5 (P) Lachlan McCaffrey 5 (P) Tom Croft 5 (P) Tommy Bell 2 (pd) | 47:20(26:3) | Andrew Fenby 5 (P) David Paice 5 (P) Joe Trayfoot 5 (P) Shane Geraghty 2 (pd) Theo Brophy Clews 3 (K) | Welford Road, Leicester Widzów: 23173 Sędzia: Ian Tempest |

| 28 lutego 201615:15 | London Wasps | 42:10(21:5) | Harlequins                              | Ricoh Arena, Coventry Widzów: 14638 Sędzia: Craig Maxwell-Keys |
| 28 lutego 201615:15 | Alex Lozowski 2 (pd) Brendan Macken 5 (P) Christian Wade 5 (P) Jake Cooper-Woolley 5 (P) Jimmy Gopperth 10 (5pd) Nathan Hughes 5 (P) Siale Piutau 5 (P) Thomas Young 5 (P) | 42:10(21:5) | Charlie Walker 5 (P) Luke Wallace 5 (P) | Ricoh Arena, Coventry Widzów: 14638 Sędzia: Craig Maxwell-Keys |

| 4 marca 201619:45 | Newcastle Falcons                   | 14:15(6:7) | Worcester Warriors                                             | Kingston Park, Newcastle upon Tyne Widzów: 6353 Sędzia: Wayne Barnes |
| 4 marca 201619:45 | Andy Goode 9 (3K) Rob Vickers 5 (P) | 14:15(6:7) | Bryce Heem 5 (P) Dewald Potgieter 5 (P) Tom Heathcote 5 (pd K) | Kingston Park, Newcastle upon Tyne Widzów: 6353 Sędzia: Wayne Barnes |
| 4 marca 201619:45 | Marcus Watson                       | 14:15(6:7) | Gerrit-Jan van Velze                                           | Kingston Park, Newcastle upon Tyne Widzów: 6353 Sędzia: Wayne Barnes |

| 5 marca 201614:30 | Sale Sharks                                                                    | 29:23(9:13) | Harlequins                                                   | AJ Bell Stadium, Manchester Widzów: 7562 Sędzia: Ian Tempest |
| 5 marca 201614:30 | Danny Cipriani 8 (pd 2K) Joe Ford 11 (pd 3K) TJ Ioane 5 (P) Will Addison 5 (P) | 29:23(9:13) | Ben Botica 13 (2pd 3K) Samson Egerton 5 (P) Tim Visser 5 (P) | AJ Bell Stadium, Manchester Widzów: 7562 Sędzia: Ian Tempest |

| 5 marca 201615:00 | Gloucester                                    | 13:10(10:3) | London Wasps                                 | Kingsholm Stadium, Gloucester Widzów: 13766 Sędzia: Luke Pearce |
| 5 marca 201615:00 | Greig Laidlaw 8 (pd 2K) Richard Hibbard 5 (P) | 13:10(10:3) | Christian Wade 5 (P) Jimmy Gopperth 5 (pd K) | Kingsholm Stadium, Gloucester Widzów: 13766 Sędzia: Luke Pearce |

| 5 marca 201615:15 | Bath                                                                                      | 25:17(20:9) | London Irish                                                    | The Recreation Ground, Bath Widzów: 13500 Sędzia: JP Doyle |
| 5 marca 201615:15 | Leroy Houston 5 (P) Matt Banahan 10 (2P) Rhys Priestland 5 (pd K) Semesa Rokoduguni 5 (P) | 25:17(20:9) | Alex Lewington 5 (P) Greig Tonks 3 (K) Theo Brophy Clews 9 (3K) | The Recreation Ground, Bath Widzów: 13500 Sędzia: JP Doyle |

| 5 marca 201615:15 | Saracens                             | 15:20(9:7) | Northampton Saints                            | Allianz Park, Londyn Widzów: 9877 Sędzia: Tom Foley |
| 5 marca 201615:15 | Alex Goode 6 (2K) Ben Spencer 9 (3K) | 15:20(9:7) | Lee Dickson 5 (P) Stephen Myler 15 (P 2pd 2K) | Allianz Park, Londyn Widzów: 9877 Sędzia: Tom Foley |
| 5 marca 201615:15 | Ben Spencer                          | 15:20(9:7) |                                               | Allianz Park, Londyn Widzów: 9877 Sędzia: Tom Foley |

| 6 marca 201615:00 | Leicester Tigers                                                                     | 31:27(17:6) | Exeter                                                                             | Welford Road, Leicester Widzów: 20173 Sędzia: Matt Carley |
| 6 marca 201615:00 | Adam Thompstone 5 (P) Freddie Burns 11 (4pd K) Manu Tuilagi 5 (P) Peter Betham 5 (P) | 31:27(17:6) | Dave Lewis 5 (P) Gareth Steenson 12 (3pd 2K) Ian Whitten 5 (P) Kai Horstmann 5 (P) | Welford Road, Leicester Widzów: 20173 Sędzia: Matt Carley |
| 6 marca 201615:00 | Dom Barrow                                                                           | 31:27(17:6) | Geoff Parling · Matt Jess                                                          | Welford Road, Leicester Widzów: 20173 Sędzia: Matt Carley |

| 11 marca 201619:45 | Harlequins                                                                          | 35:28(21:6) | Bath                                                                                 | Twickenham Stoop, Londyn Widzów: 14800 Sędzia: Dean Richards |
| 11 marca 201619:45 | Ben Botica 15 (3pd 3K) Charlie Walker 10 (2P) Harry Sloan 5 (P) James Horwill 5 (P) | 35:28(21:6) | Amanaki Mafi 5 (P) Jeff Williams 5 (P) Semesa Rokoduguni 5 (P) Tom Homer 13 (2pd 3K) | Twickenham Stoop, Londyn Widzów: 14800 Sędzia: Dean Richards |
| 11 marca 201619:45 | James Horwill · Sam Twomey                                                          | 35:28(21:6) | Chris Cook                                                                           | Twickenham Stoop, Londyn Widzów: 14800 Sędzia: Dean Richards |

| 12 marca 201613:45 | London Wasps | 36:24(22:10) | Leicester Tigers                                                                     | Ricoh Arena, Coventry Widzów: 22241 Sędzia: Greg Garner |
| 12 marca 201613:45 | Alex Lozowski 2 (pd) Charles Piutau 10 (2P) Christian Wade 5 (P) Frank Halai 5 (P) Jimmy Gopperth 9 (3pd K) Nathan Hughes 5 (P) | 36:24(22:10) | Freddie Burns 9 (3pd K) Peter Betham 5 (P) Telusa Veainu 5 (P) Vereniki Goneva 5 (P) | Ricoh Arena, Coventry Widzów: 22241 Sędzia: Greg Garner |

| 12 marca 201614:00 | Northampton Saints                                                                          | 26:11(7:11) | Sale Sharks                                             | Franklin’s Gardens, Northampton Widzów: 14337 Sędzia: JP Doyle |
| 12 marca 201614:00 | JJ Hanrahan 5 (P) Ken Pisi 5 (P) Mike Haywood 5 (P) Stephen Myler 6 (3pd) Tom Collins 5 (P) | 26:11(7:11) | Bryn Evans 5 (P) Danny Cipriani 3 (K) Tom Arscott 3 (K) | Franklin’s Gardens, Northampton Widzów: 14337 Sędzia: JP Doyle |
| 12 marca 201614:00 | George Pisi                                                                                 | 26:11(7:11) | Bryn Evans                                              | Franklin’s Gardens, Northampton Widzów: 14337 Sędzia: JP Doyle |

| 12 marca 201614:00 | Worcester Warriors                                              | 28:20(15:10) | Gloucester                                 | Sixways Stadium, Worcester Widzów: 10124 Sędzia: Ian Tempest |
| 12 marca 201614:00 | Bryce Heem 10 (2P) Niall Annett 5 (P) Tom Heathcote 13 (2pd 3K) | 28:20(15:10) | Bill Meakes 5 (P) James Hook 15 (P 2pd 2K) | Sixways Stadium, Worcester Widzów: 10124 Sędzia: Ian Tempest |
| 12 marca 201614:00 | Ross Moriarty                                                   | 28:20(15:10) |                                            | Sixways Stadium, Worcester Widzów: 10124 Sędzia: Ian Tempest |

| 12 marca 201615:00 | Exeter                                                                                                | 32:17 | Newcastle Falcons                                            | Sandy Park, Exeter Widzów: 9170 Sędzia: Craig Maxwell-Keys |
| 12 marca 201615:00 | Elvis Taione 5 (P) Gareth Steenson 12 (3pd 2K) Phil Dollman 5 (P) Sam Hill 5 (P) Thomas Waldrom 5 (P) | 32:17 | Mike Delany 7 (2pd K) Nili Latu 5 (P) Sonatane Takulua 5 (P) | Sandy Park, Exeter Widzów: 9170 Sędzia: Craig Maxwell-Keys |
| 12 marca 201615:00 | Will Welch                                                                                            | 32:17 |                                                              | Sandy Park, Exeter Widzów: 9170 Sędzia: Craig Maxwell-Keys |

| 12 marca 201615:00 | London Irish                                | 16:26(13:7) | Saracens                                                       | Red Bull Arena, Harrison Widzów: 14811 Sędzia: Luke Pearce |
| 12 marca 201615:00 | Alex Lewington 5 (P) Greig Tonks 11 (pd 3K) | 16:26(13:7) | Alex Goode 19 (P pd 4K) Ben Spencer 2 (pd) Nick Tompkins 5 (P) | Red Bull Arena, Harrison Widzów: 14811 Sędzia: Luke Pearce |

| 18 marca 201619:45 | Bath                                           | 21:19(12:7) | Newcastle Falcons                        | The Recreation Ground, Bath Widzów: 12811 Sędzia: Tim Wigglesworth |
| 18 marca 201619:45 | Semesa Rokoduguni 10 (2P) Tom Homer 11 (pd 3K) | 21:19(12:7) | Mike Delany 14 (pd 4K) Rob Vickers 5 (P) | The Recreation Ground, Bath Widzów: 12811 Sędzia: Tim Wigglesworth |
| 18 marca 201619:45 | Francois Louw · Henry Thomas                   | 21:19(12:7) | Scott Lawson                             | The Recreation Ground, Bath Widzów: 12811 Sędzia: Tim Wigglesworth |

| 19 marca 201615:00 | Harlequins         | 15:21 | Worcester Warriors                                                       | Twickenham Stoop, Londyn Widzów: 12955 Sędzia: Craig Maxwell-Keys |
| 19 marca 201615:00 | Ben Botica 15 (5K) | 15:21 | Gerrit-Jan van Velze 5 (P) Tom Heathcote 11 (pd 3K) Wynand Olivier 5 (P) | Twickenham Stoop, Londyn Widzów: 12955 Sędzia: Craig Maxwell-Keys |

| 20 marca 201613:00 | Exeter                                      | 20:12(3:12) | Northampton Saints                                  | Sandy Park, Exeter Widzów: 9822 Sędzia: Greg Garner |
| 20 marca 201613:00 | Gareth Steenson 15 (5K) Olly Woodburn 5 (P) | 20:12(3:12) | JJ Hanrahan 2 (pd) Ken Pisi 5 (P) Lee Dickson 5 (P) | Sandy Park, Exeter Widzów: 9822 Sędzia: Greg Garner |
| 20 marca 201613:00 | Mike Haywood                                | 20:12(3:12) |                                                     | Sandy Park, Exeter Widzów: 9822 Sędzia: Greg Garner |

| 20 marca 201614:00 | London Wasps | 39:12(25:0) | Sale Sharks                                                 | Ricoh Arena, Coventry Widzów: 12823 Sędzia: Dean Richards |
| 20 marca 201614:00 | Ashley Johnson 5 (P) Charles Piutau 5 (P) Christian Wade 5 (P) Jimmy Gopperth 17 (P 3pd 2K) Rob Miller 5 (P) Ruaridh Jackson 2 (pd) | 39:12(25:0) | Danny Cipriani 2 (pd) David Seymour 5 (P) Neil Briggs 5 (P) | Ricoh Arena, Coventry Widzów: 12823 Sędzia: Dean Richards |
| 20 marca 201614:00 | Jake Cooper-Woolley · Tom Bristow                                                                                                   | 39:12(25:0) | Johnny Leota                                                | Ricoh Arena, Coventry Widzów: 12823 Sędzia: Dean Richards |

| 20 marca 201615:00 | London Irish                                                   | 23:18(10:10) | Gloucester                                                  | Madejski Stadium, Reading Widzów: 17752 Sędzia: Matt Carley |
| 20 marca 201615:00 | Blair Cowan 5 (P) Greig Tonks 13 (2pd 3K) Halani ʻAulika 5 (P) | 23:18(10:10) | Henry Trinder 5 (P) James Hook 8 (pd 2K) Lewis Ludlow 5 (P) | Madejski Stadium, Reading Widzów: 17752 Sędzia: Matt Carley |
| 20 marca 201615:00 | Tom Marshall · Tom Savage · Yann Thomas                        | 23:18(10:10) |                                                             | Madejski Stadium, Reading Widzów: 17752 Sędzia: Matt Carley |

| 20 marca 201615:15 | Leicester Tigers                                    | 21:13(6:3) | Saracens                 | Welford Road, Leicester Widzów: 22282 Sędzia: JP Doyle |
| 20 marca 201615:15 | Freddie Burns 16 (P pd dg 2K) Vereniki Goneva 5 (P) | 21:13(6:3) | Alex Goode 13 (P pd 2K)  | Welford Road, Leicester Widzów: 22282 Sędzia: JP Doyle |
| 20 marca 201615:15 | Logoviʻi Mulipola                                   | 21:13(6:3) | Mike Ellery · Nils Mordt | Welford Road, Leicester Widzów: 22282 Sędzia: JP Doyle |

| 26 marca 201615:15 | Saracens                                                                                                | 36:18(12:6) | Exeter                                                           | Allianz Park, Londyn Widzów: 9749 Sędzia: Matt Carley |
| 26 marca 201615:15 | Alex Goode 7 (P pd) Billy Vunipola 5 (P) Chris Wyles 5 (P) Jackson Wray 5 (P) Owen Farrell 14 (P 3pd K) | 36:18(12:6) | Gareth Steenson 6 (2K) Thomas Waldrom 10 (2P) Will Hooley 2 (pd) | Allianz Park, Londyn Widzów: 9749 Sędzia: Matt Carley |
| 26 marca 201615:15 | Maro Itoje                                                                                              | 36:18(12:6) |                                                                  | Allianz Park, Londyn Widzów: 9749 Sędzia: Matt Carley |

| 26 marca 201617:30 | Gloucester            | 12:17(9:7) | Bath                                                          | Kingsholm Stadium, Gloucester Widzów: 16115 Sędzia: Wayne Barnes |
| 26 marca 201617:30 | Greig Laidlaw 12 (4K) | 12:17(9:7) | Chris Cook 5 (P) George Ford 2 (pd) Semesa Rokoduguni 10 (2P) | Kingsholm Stadium, Gloucester Widzów: 16115 Sędzia: Wayne Barnes |

| 26 marca 201617:30 | Worcester Warriors    | 12:6(6:0) | London Irish       | Sixways Stadium, Worcester Widzów: 9234 Sędzia: Greg Garner |
| 26 marca 201617:30 | Tom Heathcote 12 (4K) | 12:6(6:0) | Greig Tonks 6 (2K) | Sixways Stadium, Worcester Widzów: 9234 Sędzia: Greg Garner |

| 27 marca 201613:00 | Sale Sharks                                                            | 27:20(17:13) | Leicester Tigers                                                                   | AJ Bell Stadium, Manchester Widzów: 7687 Sędzia: Tom Foley |
| 27 marca 201613:00 | Cameron Neild 5 (P) Danny Cipriani 17 (P 3pd 2K) Neville Edwards 5 (P) | 27:20(17:13) | Freddie Burns 3 (K) Owen Williams 7 (2pd K) Tommy Bell 5 (P) Vereniki Goneva 5 (P) | AJ Bell Stadium, Manchester Widzów: 7687 Sędzia: Tom Foley |
| 27 marca 201613:00 | Tommy Taylor                                                           | 27:20(17:13) | Laurence Pearce                                                                    | AJ Bell Stadium, Manchester Widzów: 7687 Sędzia: Tom Foley |

| 27 marca 201615:00 | Newcastle Falcons                                              | 20:34(10:15) | London Wasps                                                                        | Kingston Park, Newcastle upon Tyne Widzów: 6725 Sędzia: JP Doyle |
| 27 marca 201615:00 | George McGuigan 5 (P) Mike Delany 10 (2pd 2K) Taione Vea 5 (P) | 20:34(10:15) | Dan Robson 10 (2P) George Smith 5 (P) Jimmy Gopperth 9 (3pd K) Thomas Young 10 (2P) | Kingston Park, Newcastle upon Tyne Widzów: 6725 Sędzia: JP Doyle |

| 27 marca 201615:15 | Northampton Saints                                                                                   | 29:23(12:13) | Harlequins                                                  | Franklin’s Gardens, Northampton Widzów: 15249 Sędzia: Tim Wigglesworth |
| 27 marca 201615:15 | Alex Waller 5 (P) Ben Foden 5 (P) Courtney Lawes 5 (P) Harry Mallinder 5 (P) Stephen Myler 9 (3pd K) | 29:23(12:13) | Ben Botica 13 (2pd 3K) Jack Clifford 5 (P) Tim Visser 5 (P) | Franklin’s Gardens, Northampton Widzów: 15249 Sędzia: Tim Wigglesworth |

| 1 kwietnia 201619:45 | Bath                                     | 10:30(3:18) | Saracens                                                                          | The Recreation Ground, Bath Widzów: 13518 Sędzia: Greg Garner |
| 1 kwietnia 201619:45 | George Ford 5 (pd K) Leroy Houston 5 (P) | 10:30(3:18) | Chris Ashton 10 (2P) Mike Ellery 5 (P) Owen Farrell 10 (2pd 2K) Will Fraser 5 (P) | The Recreation Ground, Bath Widzów: 13518 Sędzia: Greg Garner |
| 1 kwietnia 201619:45 | Chris Cook · Anthony Watson              | 10:30(3:18) |                                                                                   | The Recreation Ground, Bath Widzów: 13518 Sędzia: Greg Garner |

| 2 kwietnia 201615:00 | Exeter | 50:12(17:12) | Worcester Warriors                                       | Sandy Park, Exeter Widzów: 11168 Sędzia: Tom Foley |
| 2 kwietnia 201615:00 | Gareth Steenson 4 (2pd) Henry Slade 6 (3pd) James Short 5 (P) Ollie Atkins 5 (P) Olly Woodburn 15 (3P) Thomas Waldrom 15 (3P) | 50:12(17:12) | Andy Symons 5 (P) Cooper Vuna 5 (P) Tom Heathcote 2 (pd) | Sandy Park, Exeter Widzów: 11168 Sędzia: Tom Foley |
| 2 kwietnia 201615:00 | Carl Kirwan · Jaba Bregvadze · James Johnston                                                                                 | 50:12(17:12) |                                                          | Sandy Park, Exeter Widzów: 11168 Sędzia: Tom Foley |

| 2 kwietnia 201615:00 | Harlequins | 46:25(21:6) | Newcastle Falcons                                             | Twickenham Stoop, Londyn Widzów: 14267 Sędzia: Matt Carley |
| 2 kwietnia 201615:00 | Ben Botica 16 (5pd 2K) Jack Clifford 5 (P) Joe Gray 5 (P) Joe Marchant 5 (P) Marland Yarde 5 (P) Tim Visser 10 (2P) | 46:25(21:6) | Marcus Watson 5 (P) Mike Delany 10 (2pd 2K) Nili Latu 10 (2P) | Twickenham Stoop, Londyn Widzów: 14267 Sędzia: Matt Carley |
| 2 kwietnia 201615:00 | George Merrick | 46:25(21:6) | Mike Delany · Sean Robinson                                   | Twickenham Stoop, Londyn Widzów: 14267 Sędzia: Matt Carley |

| 2 kwietnia 201615:00 | London Irish                                                   | 15:30(8:13) | Sale Sharks                                                  | Madejski Stadium, Reading Widzów: 5541 Sędzia: Craig Maxwell-Keys |
| 2 kwietnia 201615:00 | Greig Tonks 5 (pd K) Johnny Williams 5 (P) Sean Maitland 5 (P) | 15:30(8:13) | Danny Cipriani 20 (P 3pd 3K) Mike Haley 5 (P) TJ Ioane 5 (P) | Madejski Stadium, Reading Widzów: 5541 Sędzia: Craig Maxwell-Keys |
| 2 kwietnia 201615:00 | Neil Briggs                                                    | 15:30(8:13) |                                                              | Madejski Stadium, Reading Widzów: 5541 Sędzia: Craig Maxwell-Keys |

| 2 kwietnia 201615:15 | Leicester Tigers                                                                                            | 35:30(13:27) | Gloucester                                                                              | Welford Road, Leicester Widzów: 22223 Sędzia: JP Doyle |
| 2 kwietnia 201615:15 | Manu Tuilagi 10 (2P) Owen Williams 10 (2pd 2K) Peter Betham 5 (P) Telusa Veainu 5 (P) Vereniki Goneva 5 (P) | 35:30(13:27) | Greig Laidlaw 15 (3pd 3K) Henry Trinder 5 (P) Paddy McAllister 5 (P) Steve McColl 5 (P) | Welford Road, Leicester Widzów: 22223 Sędzia: JP Doyle |

| 3 kwietnia 201615:00 | London Wasps                                                                         | 28:6(10:3) | Northampton Saints   | Ricoh Arena, Coventry Widzów: 17422 Sędzia: Luke Pearce |
| 3 kwietnia 201615:00 | Elliot Daly 6 (2K) Jamie Stevenson 5 (P) Jimmy Gopperth 7 (2pd K) Rob Miller 10 (2P) | 28:6(10:3) | Stephen Myler 6 (2K) | Ricoh Arena, Coventry Widzów: 17422 Sędzia: Luke Pearce |

| 15 kwietnia 201619:45 | Gloucester                                   | 16:9(0:0) | Exeter                 | Kingsholm Stadium, Gloucester Widzów: 13390 Sędzia: Craig Maxwell-Keys |
| 15 kwietnia 201619:45 | Greig Laidlaw 11 (pd 3K) Ollie Thorley 5 (P) | 16:9(0:0) | Gareth Steenson 9 (3K) | Kingsholm Stadium, Gloucester Widzów: 13390 Sędzia: Craig Maxwell-Keys |
| 15 kwietnia 201619:45 | Jack Nowell                                  | 16:9(0:0) |                        | Kingsholm Stadium, Gloucester Widzów: 13390 Sędzia: Craig Maxwell-Keys |

| 16 kwietnia 201615:00 | Worcester Warriors | 35:54(15:33) | London Wasps                                                                                                | Sixways Stadium, Worcester Widzów: 10727 Sędzia: JP Doyle |
| 16 kwietnia 201615:00 | Andy Symons 5 (P) Bryce Heem 5 (P) Carl Kirwan 5 (P) Cooper Vuna 5 (P) Francois Hougaard 5 (P) Gerrit-Jan van Velze 5 (P) Ryan Mills 3 (K) Tom Heathcote 2 (pd) | 35:54(15:33) | Alex Lozowski 7 (P pd) Christian Wade 30 (6P) Elliot Daly 6 (3pd) Frank Halai 5 (P) Ruaridh Jackson 6 (3pd) | Sixways Stadium, Worcester Widzów: 10727 Sędzia: JP Doyle |

| 16 kwietnia 201615:15 | Saracens                                                                           | 22:12(19:9) | Harlequins         | Stadion Wembley, Londyn Widzów: 80650 Sędzia: Greg Garner |
| 16 kwietnia 201615:15 | Charlie Hodgson 4 (2pd) Chris Ashton 10 (2P) George Kruis 5 (P) Owen Farrell 3 (K) | 22:12(19:9) | Ben Botica 12 (4K) | Stadion Wembley, Londyn Widzów: 80650 Sędzia: Greg Garner |

| 16 kwietnia 201617:30 | Northampton Saints                                                                  | 24:30(13:17) | Leicester Tigers                                                      | Franklin’s Gardens, Northampton Widzów: 15241 Sędzia: Tim Wigglesworth |
| 16 kwietnia 201617:30 | George Pisi 5 (P) JJ Hanrahan 3 (K) Stephen Myler 11 (pd 3K) Teimana Harrison 5 (P) | 24:30(13:17) | Freddie Burns 20 (P 3pd 3K) Harry Thacker 5 (P) Vereniki Goneva 5 (P) | Franklin’s Gardens, Northampton Widzów: 15241 Sędzia: Tim Wigglesworth |

| 17 kwietnia 201614:30 | Sale Sharks                                                                                           | 29:17(17:9) | Bath                                        | AJ Bell Stadium, Manchester Widzów: 6278 Sędzia: Luke Pearce |
| 17 kwietnia 201614:30 | Danny Cipriani 9 (3pd K) David Seymour 5 (P) Mark Easter 5 (P) Vadim Cobîlaș 5 (P) Will Addison 5 (P) | 29:17(17:9) | George Ford 12 (4K) Semesa Rokoduguni 5 (P) | AJ Bell Stadium, Manchester Widzów: 6278 Sędzia: Luke Pearce |
| 17 kwietnia 201614:30 | Dominic Day                                                                                           | 29:17(17:9) |                                             | AJ Bell Stadium, Manchester Widzów: 6278 Sędzia: Luke Pearce |

| 17 kwietnia 201615:00 | Newcastle Falcons                                                | 13:6(10:6) | London Irish       | Kingston Park, Newcastle upon Tyne Widzów: 7756 Sędzia: Wayne Barnes |
| 17 kwietnia 201615:00 | Juan Pablo Socino 3 (K) Marcus Watson 5 (P) Mike Delany 5 (pd K) | 13:6(10:6) | Greig Tonks 6 (2K) | Kingston Park, Newcastle upon Tyne Widzów: 7756 Sędzia: Wayne Barnes |

| 23 kwietnia 201615:15 | Bath | 32:26(17:0) | Sale Sharks                                                                                      | The Recreation Ground, Bath Widzów: 12684 Sędzia: Ian Tempest |
| 23 kwietnia 201615:15 | Charlie Ewels 5 (P) George Ford 12 (3pd 2K) Ollie Devoto 5 (P) Semesa Rokoduguni 5 (P) Will Homer 5 (P) | 32:26(17:0) | Andrei Ostrikov 5 (P) Danny Cipriani 4 (2pd) Joe Ford 2 (pd) Johnny Leota 10 (2P) TJ Ioane 5 (P) | The Recreation Ground, Bath Widzów: 12684 Sędzia: Ian Tempest |
| 23 kwietnia 201615:15 | David Wilson                                                                                            | 32:26(17:0) |                                                                                                  | The Recreation Ground, Bath Widzów: 12684 Sędzia: Ian Tempest |

| 29 kwietnia 201619:45 | Sale Sharks                              | 11:12(6:6) | Gloucester            | AJ Bell Stadium, Manchester Widzów: 7352 Sędzia: Tom Foley |
| 29 kwietnia 201619:45 | Danny Cipriani 6 (2K) Johnny Leota 5 (P) | 11:12(6:6) | Greig Laidlaw 12 (4K) | AJ Bell Stadium, Manchester Widzów: 7352 Sędzia: Tom Foley |

| 30 kwietnia 201615:00 | Leicester Tigers                                                                                      | 31:17(21:17) | Worcester Warriors                                                        | Welford Road, Leicester Widzów: 21682 Sędzia: Greg Garner |
| 30 kwietnia 201615:00 | Opeti Fonua 5 (P) Owen Williams 11 (4pd K) Telusa Veainu 5 (P) Vereniki Goneva 5 (P) Will Evans 5 (P) | 31:17(21:17) | Andy Symons 5 (P) Bryce Heem 5 (P) Ryan Mills 3 (K) Tom Heathcote 4 (2pd) | Welford Road, Leicester Widzów: 21682 Sędzia: Greg Garner |

| 30 kwietnia 201615:15 | Northampton Saints                                               | 15:14(0:14) | Bath                                          | Franklin’s Gardens, Northampton Widzów: 15249 Sędzia: Wayne Barnes |
| 30 kwietnia 201615:15 | Mike Haywood 5 (P) Stephen Myler 5 (pd K) Teimana Harrison 5 (P) | 15:14(0:14) | Jeff Williams 10 (2P) Rhys Priestland 4 (2pd) | Franklin’s Gardens, Northampton Widzów: 15249 Sędzia: Wayne Barnes |
| 30 kwietnia 201615:15 | Chris Cook                                                       | 15:14(0:14) |                                               | Franklin’s Gardens, Northampton Widzów: 15249 Sędzia: Wayne Barnes |

| 1 maja 201613:00 | Exeter                                                                             | 24:3(7:3) | London Wasps      | Sandy Park, Exeter Widzów: 12407 Sędzia: Matt Carley |
| 1 maja 201613:00 | Gareth Steenson 9 (3pd K) Jack Nowell 5 (P) Olly Woodburn 5 (P) Phil Dollman 5 (P) | 24:3(7:3) | Elliot Daly 3 (K) | Sandy Park, Exeter Widzów: 12407 Sędzia: Matt Carley |

| 1 maja 201615:00 | London Irish                                                                                 | 25:32(15:22) | Harlequins                                                                                              | Madejski Stadium, Reading Widzów: 9016 Sędzia: JP Doyle |
| 1 maja 201615:00 | Asaeli Tikoirotuma 5 (P) David Paice 5 (P) Luke Narraway 5 (P) Theo Brophy Clews 10 (2pd 2K) | 25:32(15:22) | Ben Botica 7 (2pd K) Charlie Walker 10 (2P) Kyle Sinckler 5 (P) Nick Evans 5 (pd K) Ross Chisholm 5 (P) | Madejski Stadium, Reading Widzów: 9016 Sędzia: JP Doyle |
| 1 maja 201615:00 | Jack Clifford                                                                                | 25:32(15:22) | | Madejski Stadium, Reading Widzów: 9016 Sędzia: JP Doyle |

| 1 maja 201615:15 | Saracens                                                        | 23:14(3:14) | Newcastle Falcons                          | Allianz Park, Londyn Widzów: 9744 Sędzia: Ian Tempest |
| 1 maja 201615:15 | Charlie Hodgson 8 (pd 2K) Jackson Wray 10 (2P) Maro Itoje 5 (P) | 23:14(3:14) | Craig Willis 4 (2pd) Marcus Watson 10 (2P) | Allianz Park, Londyn Widzów: 9744 Sędzia: Ian Tempest |

| 7 maja 201615:30 | Bath | 38:27(10:19) | Leicester Tigers                                                                                   | The Recreation Ground, Bath Widzów: 13515 Sędzia: Craig Maxwell-Keys |
| 7 maja 201615:30 | Francois Louw 5 (P) George Ford 13 (5pd K) Jeff Williams 5 (P) Ollie Devoto 5 (P) Semesa Rokoduguni 10 (2P) | 38:27(10:19) | Fraser Balmain 5 (P) Mathew Tait 5 (P) Owen Williams 7 (2pd K) Peter Betham 5 (P) Will Evans 5 (P) | The Recreation Ground, Bath Widzów: 13515 Sędzia: Craig Maxwell-Keys |

| 7 maja 201615:30 | Gloucester                                                      | 20:28(20:15) | Northampton Saints                                               | Kingsholm Stadium, Gloucester Widzów: 16115 Sędzia: JP Doyle |
| 7 maja 201615:30 | Greig Laidlaw 10 (2pd 2K) Lloyd Evans 5 (P) Ross Moriarty 5 (P) | 20:28(20:15) | George North 10 (2P) George Pisi 5 (P) Stephen Myler 13 (2pd 3K) | Kingsholm Stadium, Gloucester Widzów: 16115 Sędzia: JP Doyle |
| 7 maja 201615:30 | Tom Savage                                                      | 20:28(20:15) |                                                                  | Kingsholm Stadium, Gloucester Widzów: 16115 Sędzia: JP Doyle |

| 7 maja 201615:30 | Harlequins                                                                                        | 24:62(10:17) | Exeter | Twickenham Stoop, Londyn Widzów: 14800 Sędzia: Wayne Barnes |
| 7 maja 201615:30 | Ben Botica 4 (2pd) Danny Care 5 (P) Kyle Sinckler 5 (P) Nick Evans 5 (pd K) Winston Stanley 5 (P) | 24:62(10:17) | Dave Ewers 5 (P) Gareth Steenson 12 (6pd) Henry Slade 5 (P) Jack Nowell 15 (3P) James Short 10 (2P) Julian Salvi 5 (P) Phil Dollman 5 (P) Will Chudley 5 (P) | Twickenham Stoop, Londyn Widzów: 14800 Sędzia: Wayne Barnes |

| 7 maja 201615:30 | Newcastle Falcons | 15:21(10:15) | Sale Sharks                                                                 | Kingston Park, Newcastle upon Tyne Widzów: 7089 Sędzia: Matt Carley |
| 7 maja 201615:30 | Nili Latu 15 (3P) | 15:21(10:15) | Danny Cipriani 5 (pd K) David Seymour 5 (P) Joe Ford 6 (2K) Sam James 5 (P) | Kingston Park, Newcastle upon Tyne Widzów: 7089 Sędzia: Matt Carley |

| 7 maja 201615:30 | London Wasps | 38:12(21:7) | London Irish                                                        | Ricoh Arena, Coventry Widzów: 16902 Sędzia: Tom Foley |
| 7 maja 201615:30 | Ashley Johnson 5 (P) Charles Piutau 5 (P) Christian Wade 5 (P) Dan Robson 5 (P) Jimmy Gopperth 2 (pd) Josh Bassett 5 (P) Ruaridh Jackson 6 (2K) Thomas Young 5 (P) | 38:12(21:7) | Alex Lewington 5 (P) Johnny Williams 5 (P) Theo Brophy Clews 2 (pd) | Ricoh Arena, Coventry Widzów: 16902 Sędzia: Tom Foley |
| 7 maja 201615:30 | Luke Narraway · Ofisa Treviranus | 38:12(21:7) |                                                                     | Ricoh Arena, Coventry Widzów: 16902 Sędzia: Tom Foley |

| 7 maja 201615:30 | Worcester Warriors                                          | 19:43(14:29) | Saracens                                                                                                 | Sixways Stadium, Worcester Widzów: 9722 Sędzia: Luke Pearce |
| 7 maja 201615:30 | Andy Symons 5 (P) Cooper Vuna 10 (2P) Tom Heathcote 4 (2pd) | 19:43(14:29) | Ben Ransom 5 (P) Charlie Hodgson 13 (5pd K) Chris Ashton 15 (3P) Neil de Kock 5 (P) Samuela Vunisa 5 (P) | Sixways Stadium, Worcester Widzów: 9722 Sędzia: Luke Pearce |

## Faza pucharowa
|  |                  |                  |          |              |    |          |          |       |
|  | Półfinał         | Półfinał         | Półfinał |              |    | Finał    | Finał    | Finał |
|  | Półfinał         | Półfinał         | Półfinał |              |    | Finał    | Finał    | Finał |
|  | 21 maja 2016     |                  |          |              |    |          |          |       |
|  |                  |                  |          |              |    |          |          |       |
|  | Saracens         | Saracens         | 44       |              |    |          |          |       |
|  | Saracens         | Saracens         | 44       | 28 maja 2016 |    |          |          |       |
|  | Leicester Tigers | Leicester Tigers | 17       |              |    |          |          |       |
|  | Leicester Tigers | Leicester Tigers | 17       |              |    | Saracens | Saracens | 28    |
|  | 21 maja 2016     |                  |          |              |    | Saracens | Saracens | 28    |
|  |                  |                  | Exeter   | Exeter       | 20 |          |          |       |
|  | Exeter           | Exeter           | Exeter   | Exeter       | 20 | 34       |          |       |
|  | Exeter           | Exeter           |          |              |    |          |          |       |
|  | London Wasps     | London Wasps     | 23       |              |    |          |          |       |
|  | London Wasps     | London Wasps     | 23       |              |    |          |          |       |

| 21 maja 201612:30 | Saracens | 44:17(31:0) | Leicester Tigers                                             | Allianz Park, Londyn Widzów: 9932 Sędzia: JP Doyle |
| 21 maja 201612:30 | Charlie Hodgson 8 (pd 2K) Chris Ashton 10 (2P) Chris Wyles 10 (2P) Owen Farrell 11 (4pd K) Will Fraser 5 (P) | 44:17(31:0) | Dom Barrow 5 (P) Owen Williams 7 (2pd K) Telusa Veainu 5 (P) | Allianz Park, Londyn Widzów: 9932 Sędzia: JP Doyle |
| 21 maja 201612:30 | Will Fraser                                                                                                  | 44:17(31:0) |                                                              | Allianz Park, Londyn Widzów: 9932 Sędzia: JP Doyle |

| 21 maja 201615:15 | Exeter                                                         | 34:23(20:14) | London Wasps                                                      | Sandy Park, Exeter Widzów: 12604 Sędzia: Greg Garner |
| 21 maja 201615:15 | Dave Ewers 5 (P) Gareth Steenson 14 (4pd 2K) Ian Whitten 5 (P) | 34:23(20:14) | Carlo Festuccia 5 (P) Dan Robson 5 (P) Jimmy Gopperth 13 (2pd 3K) | Sandy Park, Exeter Widzów: 12604 Sędzia: Greg Garner |
| 21 maja 201615:15 | Carlo Festuccia                                                | 34:23(20:14) |                                                                   | Sandy Park, Exeter Widzów: 12604 Sędzia: Greg Garner |

| 28 maja 201615:00 | Saracens                                                                        | 28:20(23:6) | Exeter                                                           | Twickenham Stadium Londyn Widzów: 77109 Sędzia: Wayne Barnes |
| 28 maja 201615:00 | Alex Goode 5 (P) Chris Wyles 5 (P) Duncan Taylor 5 (P) Owen Farrell 13 (2pd 3K) | 28:20(23:6) | Gareth Steenson 10 (2pd 2K) Jack Nowell 5 (P) Jack Yeandle 5 (P) | Twickenham Stadium Londyn Widzów: 77109 Sędzia: Wayne Barnes |